# Shadow Racing Cars
Pour les articles homonymes, voir Shadow.
Shadow Racing Cars est une écurie automobile de CanAm et de Formule 1 fondée par Don Nichols (en) et installée à l’origine aux États-Unis, bien que les activités de Formule 1 aient été développées en Grande-Bretagne. Shadow a participé au championnat du monde de Formule 1 de 1973 à 1980. En 104 Grands Prix, l'écurie a marqué un total de 67,5 points, signé trois pole positions et remporté une victoire grâce à Alan Jones au Grand Prix automobile d'Autriche 1977.

## Historique

### 1971-1973: Premières années en championnat CanAm
Shadow est fondée par Don Nicholls en 1971 sous la raison sociale Advance Vehicle Systems (AVS) et les voitures, baptisées « Shadow » (« ombre ») et conçues par Trevor Harris, courent sous les couleurs de Shadow Racing Inc. La première Shadow, la Mk I, est une voiture de course CanAm pilotée par George Follmer et Vic Elford. Elle présente la particularité d'avoir des roues très petites pour réduire la traînée et, bien qu'elle soit rapide, elle manque de fiabilité. 
L'équipe devient plus compétitive l'année suivante, en remplaçant la voiture de Trevor Harris par un modèle conçu par Peter Bryant qui reprend quelques éléments de sa « voiture en titane » Ti22. L'équipe trouve également une aide financière importante de la part de Universal Oil Products (en) (UOP) et engage Jackie Oliver comme pilote. Il termine second de la première course disputée à Mosport, récidive à Monterey, à Riverside puis à Mid-Ohio. Oliver se classe troisième à Donnybroke, ce qui lui permet de finir huitième du championnat CanAm. 
La saison suivante, 1973 est moins prolifique, Oliver ne signant comme meilleur résultat qu'une troisième place au Klondike 200. En 1974, le départ des écuries d'usines McLaren et Porsche permet à Shadow de dominer la saison raccourcie de 1974 qui ne se mesure qu'à d'autres écuries privées.

### 1973-1974: Arrivée en Formule 1

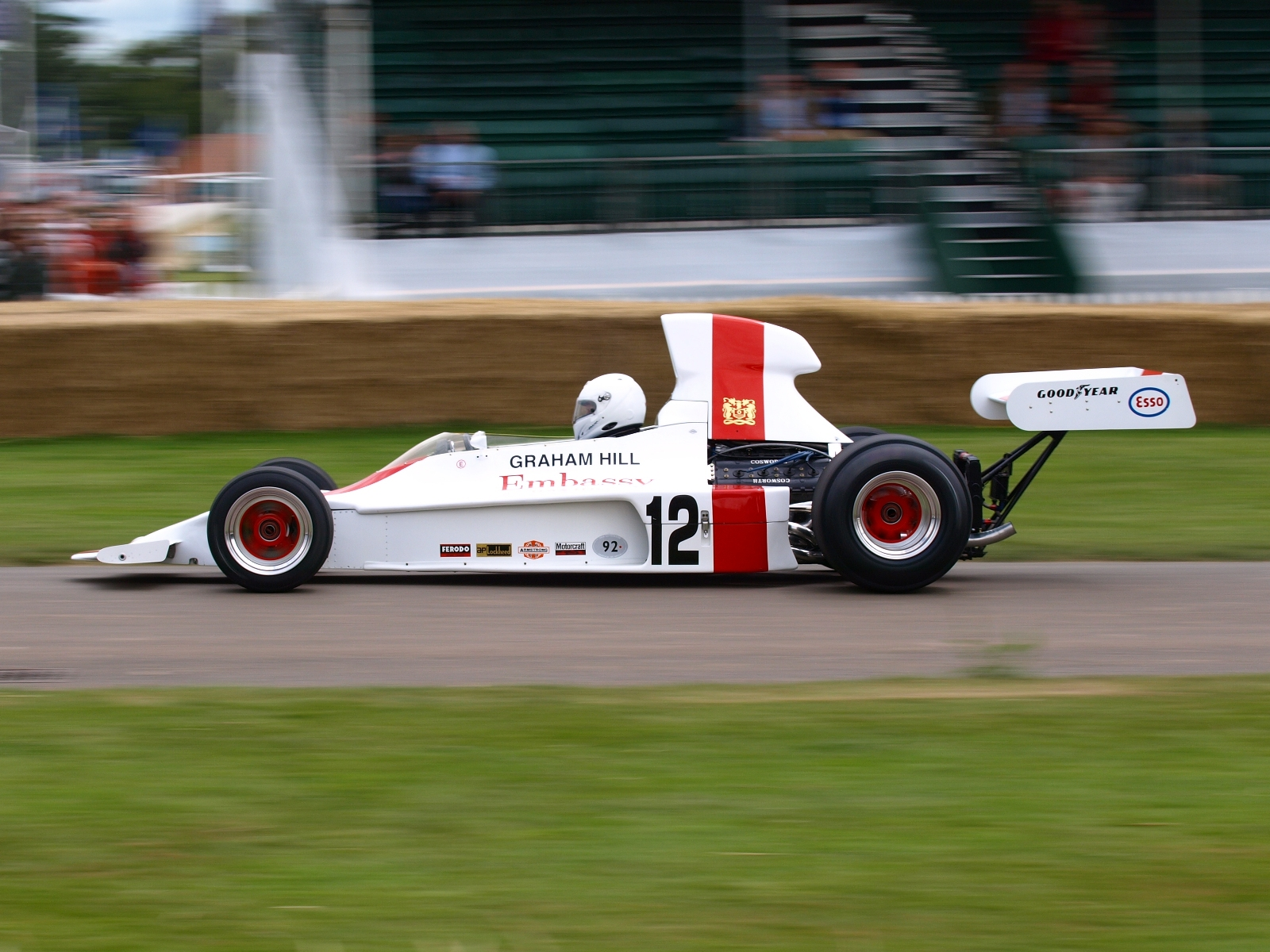
La Shadow DN1 de Graham Hill (aux couleurs d'Embassy) en 2008 à Goodwood.

Fin 1972, Don Nicholls annonce qu'il engage son équipe en Formule 1 avec le soutien d'UOP et avec une voiture conçue par Tony Southgate, le concepteur de la BRM qui a donné la victoire à Jean-Pierre Beltoise au Grand Prix de Monaco en début d'année.
L'équipe débute en Formule 1 au Grand Prix d’Afrique du Sud de 1973 avec le châssis DN1 (d’après les initiales de Don Nicholls). Les deux voitures sont confiées aux pilotes Jackie Oliver et George Follmer, issu du milieu des courses américaines. Shadow fournit aussi des châssis de sa conception à l'écurie Embassy-Hill du double champion du monde Graham Hill. Pour son premier Grand Prix, Follmer termine sixième, inscrivant ainsi son premier point au championnat du monde en même temps que le premier point de l'écurie. Il fait encore mieux au Grand Prix d’Espagne en finissant troisième. Puis Oliver l'imite au Canada. Le reste de la saison est émaillé d'abandons et de places de milieu de peloton. Shadow décroche deux podiums, inscrit un total de neuf points et termine huitième du championnat du monde : Follmer finit treizième du classement des pilotes avec cinq points et Oliver finit quatorzième avec quatre points.
En 1974, Jackie Oliver retourne courir en CanAm où il décroche le titre avec quatre victoires. Don Nicholls engage la DN1 en début de saison puis une nouvelle monoplace, la DN3. Il renouvelle son duo de pilotes en engageant deux des pilotes les plus prometteurs de leur temps : le français Jean-Pierre Jarier et l'américain Peter Revson. Malheureusement Revson se tue en essais privés au mois de mars, en Afrique du Sud et est remplacé par Brian Redman puis par Tom Pryce. Jarier monte sur la troisième marche du podium à Monaco puis termine cinquième du Grand Prix de Suède. Pryce quant à lui finit sixième au Nürburgring ce qui permet à l'écurie d'inscrire sept points au championnat où elle termine à nouveau huitième. Jarier termine quatorzième du classement des pilotes avec six points et Pryce dix-neuvième.

### 1975-1977: Succès d'estime

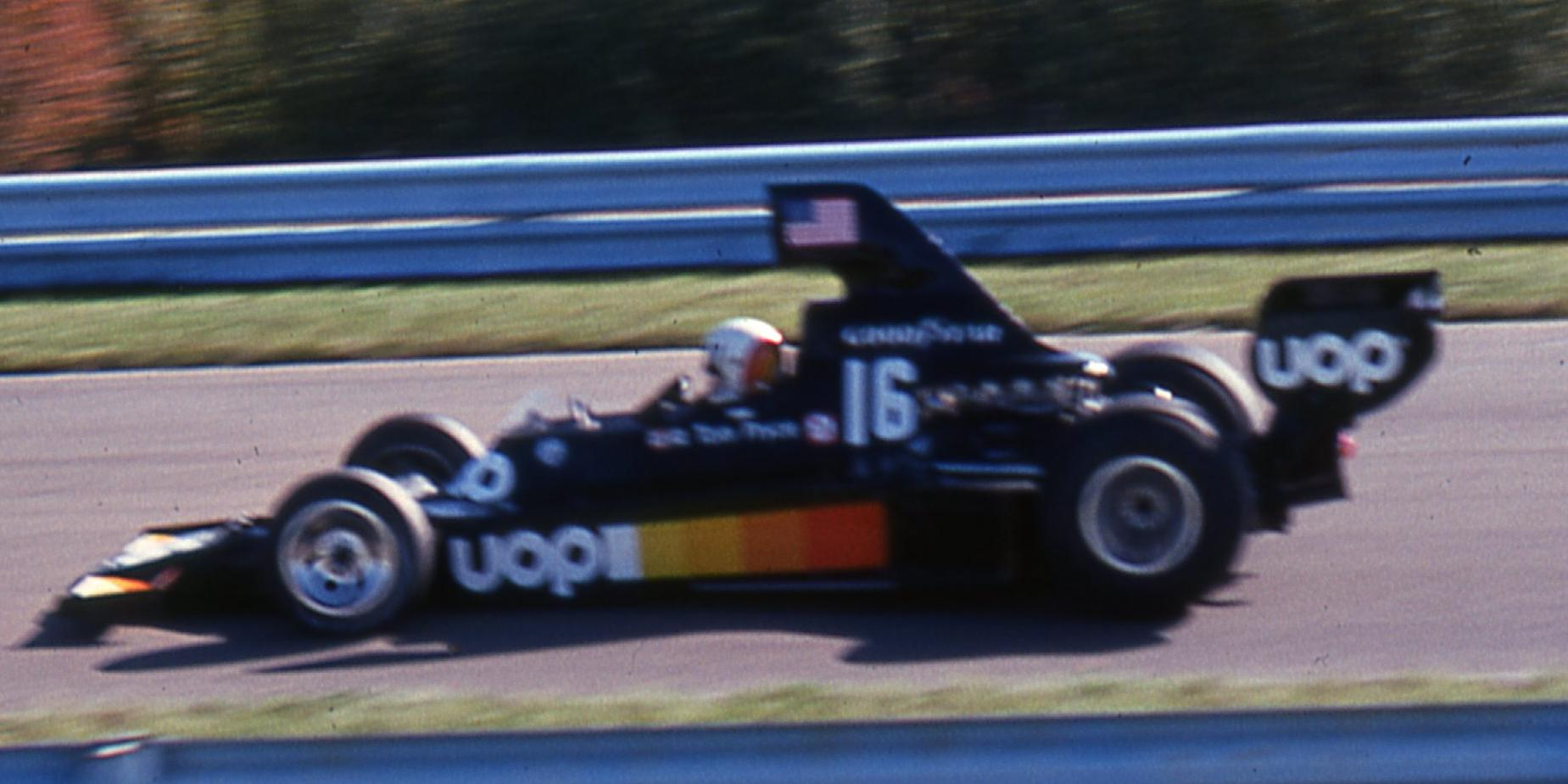
Tom Pryce sur Shadow DN5 à Watkins Glen en 1975.

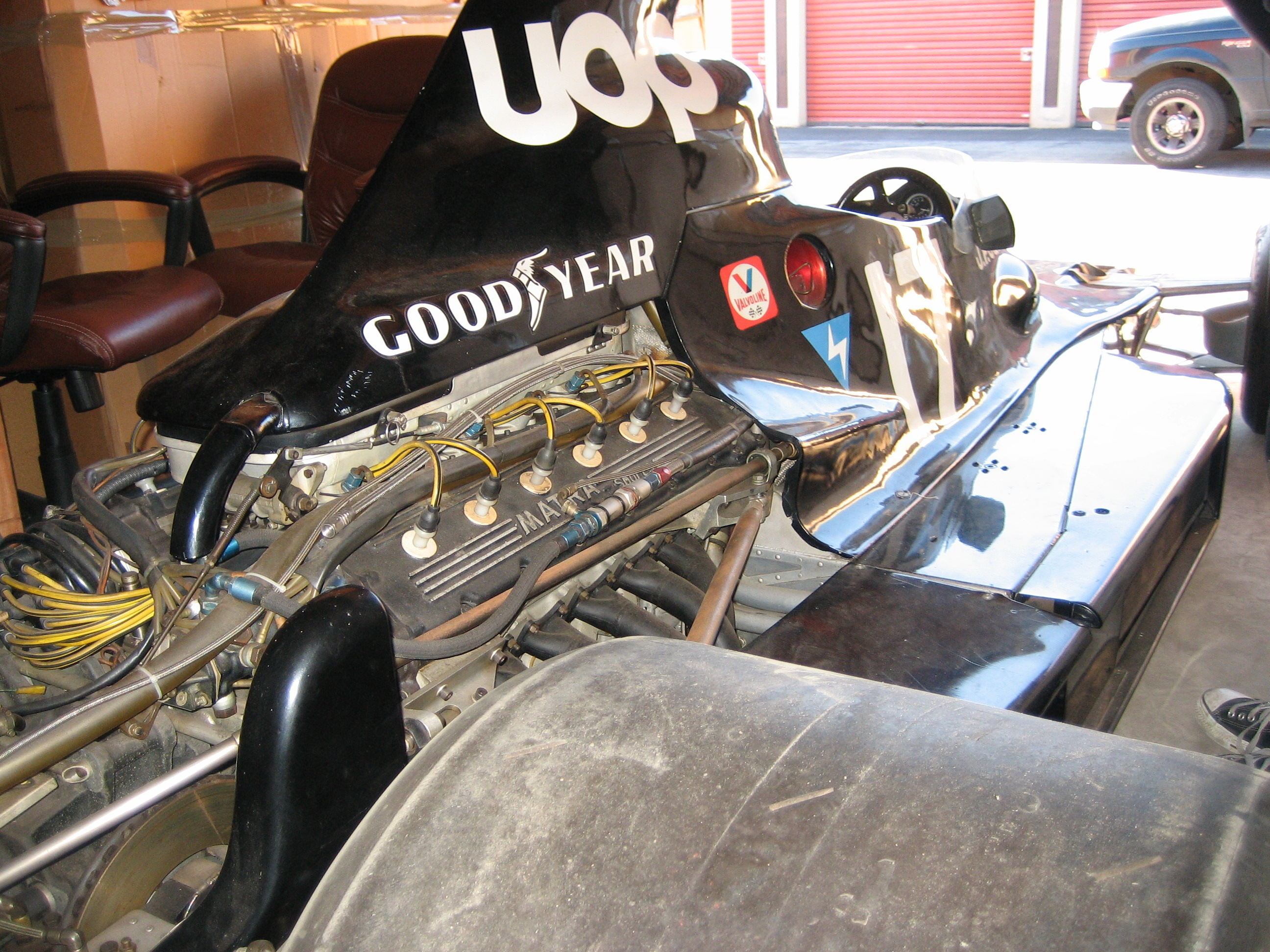
Le moteur Matra de la DN7 n'a disputé que deux GP en 1975 aux mains de Jean-Pierre Jarier.

De 1975 à 1976, la DN3 brille encore et évolue au fur et à mesure des courses en DN3B, DN5 et DN7. Jarier signe la première pole position de l'écurie dès l’ouverture de la saison, en Argentine avec la nouvelle DN5. Malencontreusement, un problème de transmission l’empêche de prendre le départ. Il réédite sa performance au Brésil, quinze jours plus tard et mène la course avant d’être contraint à l’abandon. Ce n’est qu’en Espagne qu'il réussit à terminer dans les points, à la quatrième place, mais le Grand Prix étant arrêté avant son terme, il ne décroche qu'un point et demi.
La DN5, comme la plupart des autres Shadow de Formule 1, utilise le moteur Ford-Cosworth DFV, qui développe 490 chevaux. Cependant, au Grand Prix d'Autriche, Jarier pilote une autre voiture, la DN7, équipée d'un moteur V12 Matra Sports de 550 ch. L'empattement a dû être sensiblement allongé pour s’adapter au moteur français plus grand et également plus cher, ce qui explique en raison de problèmes budgétaires que la DN7 ne soit construite qu’en un seul exemplaire. La DN7 manque de fiabilité et après deux Grand Prix, Jarier retrouve la DN5 avec laquelle il signe deux nouvelles pole positions en fin de saison.
Tom Pryce fait preuve de son talent en remportant la Race of Champions de Brands Hatch, courue hors championnat. Il signe également la pole position à Silverstone et un podium en Autriche. Shadow, avec 9,5 points finit sixième du championnat des constructeurs, Pryce terminant dixième du classement des pilotes avec huit points, Jarier se classant seulement dix-huitième.
En 1976, Tom Pryce décroche un nouveau podium au Grand Prix inaugural au Brésil puis deux quatrième places, à Zandvoort et en Angleterre. Avec dix points, Shadow finit huitième du championnat des constructeurs, et Pryce est le seul pilote Shadow classé au championnat des pilotes où il termine douzième avec dix points, le meilleur résultat de Jarier étant une septième place. Face à ce manque de résultats, Universal Oil Products se retire, de même que Jarier qui part chez ATS.
Pour la saison 1977, l'Italien Renzo Zorzi remplace Jarier mais sera à son tour remplacé en cours de saison par son compatriote Riccardo Patrese. Le 5 mars, Tom Pryce se tue dans un horrible accident où il percute à pleine vitesse un commissaire de course qui traversait la piste au Grand Prix d’Afrique du Sud. L'équipe le remplace par Alan Jones qui remporte le Grand Prix d’Autriche, le 14 août, en menant la course à la suite de l'abandon de James Hunt puis en tenant tête à Niki Lauda pour offrir à Shadow ce qui sera sa seule victoire en Grand Prix de Formule 1. Les DN5B et DN8 inscrivent un total de vingt-quatre points (mais vingt-trois seulement sont comptabilisés) et permettent à Shadow de se classer septième du championnat des constructeurs. Alan Jones se classe au septième rang des pilotes avec vingt-deux points, tandis que Renzo Zorzi et Riccardo Patrese finissent respectivement dix-neuvième et vingt-et-unième avec chacun un point.

### 1978-1980: Déclin

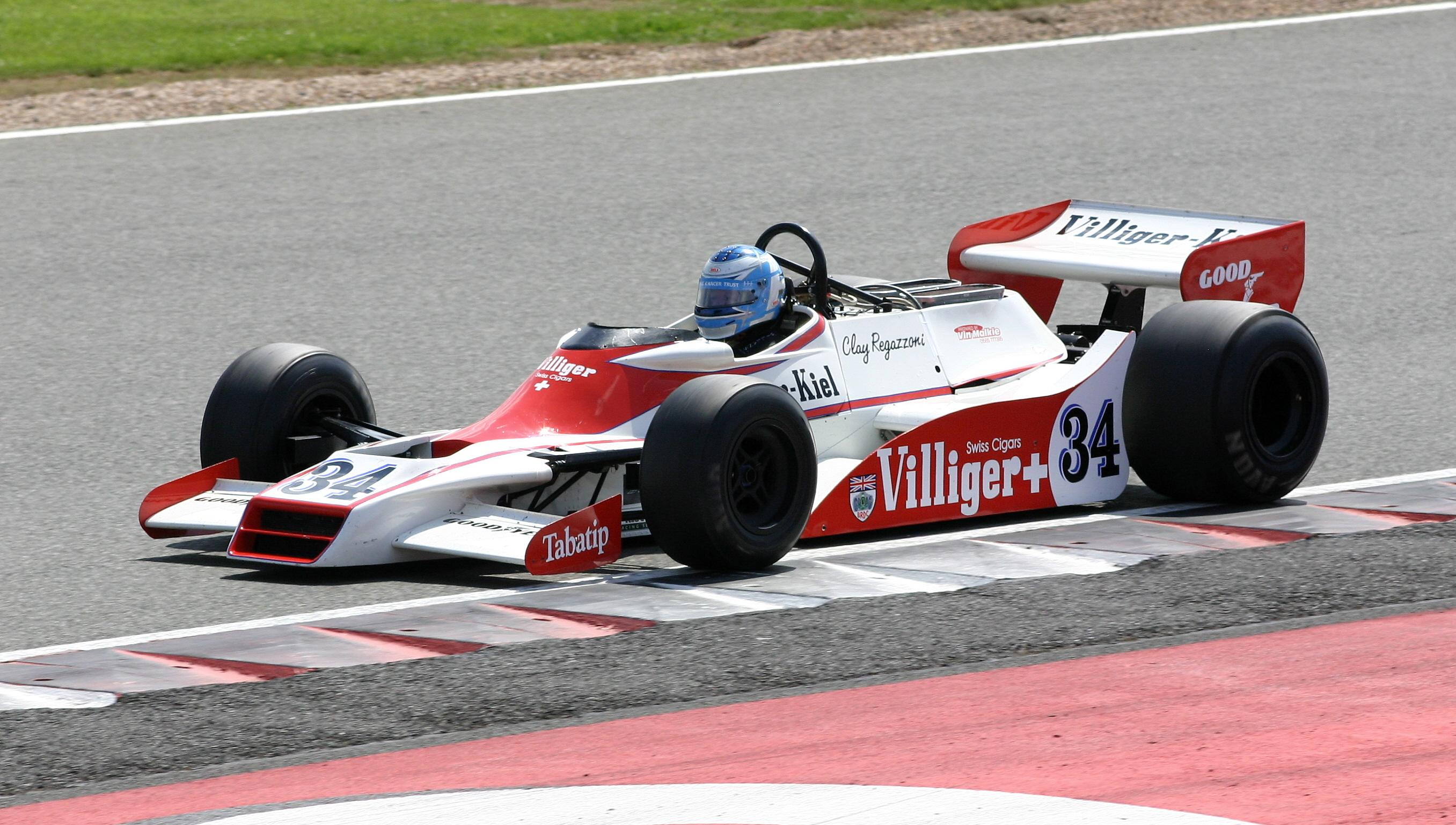
La Shadow DN9 de Clay Regazzoni en démonstration à Silverstone en 2008.

En 1978, l'écurie dispose de moins en moins de ressources financières. Jackie Oliver, Tony Southgate et Alan Rees quittent alors l'écurie pour créer une nouvelle équipe, Arrows. Mais il s'avère que la première Arrows, la FA1, est une copie de la Shadow DN9. Bien que Don Nichols gagne son procès face à Southgate, l’écurie continue de décliner.
Alan Jones parti chez Williams, les DN9 sont confiées à Clay Regazzoni, Hans-Joachim Stuck et Danny Ongais. Ils inscrivent six points seulement et l'écurie ne termine que onzième du championnat. Avec quatre points, Regazzoni finit seizième du championnat des pilotes, tandis que Hans-Joachim Stuck finit dix-huitième avec deux points.
La saison 1979 est encore moins bonne pour Shadow dont on sent la fin proche et qui continue avec les DN9 de la saison passée. Deux nouveaux pilotes sont engagés, Jan Lammers et Elio De Angelis. Celui-ci sauve une saison calamiteuse en inscrivant les seuls points de l'équipe lors du dernier Grand Prix de la saison. Sa quatrième place permet à Shadow de marquer trois points et de se classer dixième du championnat des constructeurs ; De Angelis finissant seizième du championnat des pilotes.
En 1980, Shadow est absorbée par l'écurie Theodore Racing. Une nouvelle monoplace est construite (DN11 et DN12) et les pilotes Stefan Johansson, Geoff Lees et David Kennedy sont engagés. Mais seul Lees parvient à participer au Grand Prix d’Afrique du Sud, à Kyalami. Après de nombreuses non-qualifications, Nicholls jette l'éponge et met un terme à l'aventure Shadow au milieu de la saison.

## Résultats en championnat du monde de Formule 1
| Saison | Écurie                                                  | Châssis                           | Moteur                            | Pneus    | Pilotes                                                                                            | Grands Prix disputés | Points inscrits | Classement |
| ------ | ------------------------------------------------------- | --------------------------------- | --------------------------------- | -------- | -------------------------------------------------------------------------------------------------- | -------------------- | --------------- | ---------- |
| 1973   | UOP Shadow Racing Team                                  | Shadow DN1                        | Ford-Cosworth V8                  | Goodyear | George Follmer Jackie Oliver Brian Redman                                                          | 13                   | 9               | 8e         |
| 1974   | UOP Shadow Racing Team                                  | Shadow DN1 Shadow DN3             | Ford-Cosworth V8                  | Goodyear | Jean-Pierre Jarier Tom Pryce Peter Revson Bertil Roos Brian Redman                                 | 14                   | 7               | 8e         |
| 1975   | UOP Shadow Racing Team                                  | Shadow DN3B Shadow DN5 Shadow DN7 | Ford-Cosworth V8 V12 Matra Sports | Goodyear | Jean-Pierre Jarier Tom Pryce                                                                       | 14                   | 9,5             | 6e         |
| 1976   | Shadow Racing Team Shadow Racing with Tabatip           | Shadow DN5B Shadow DN8            | Ford-Cosworth V8                  | Goodyear | Jean-Pierre Jarier Tom Pryce                                                                       | 16                   | 10              | 8e         |
| 1977   | Shadow Racing Team                                      | Shadow DN5B Shadow DN8            | Ford-Cosworth V8                  | Goodyear | Jean-Pierre Jarier Riccardo Patrese Tom Pryce Alan Jones Renzo Zorzi Jackie Oliver Arturo Merzario | 17                   | 23              | 7e         |
| 1978   | Shadow Racing Team                                      | Shadow DN8 Shadow DN9             | Ford-Cosworth V8                  | Goodyear | Hans Joachim Stuck Clay Regazzoni                                                                  | 15                   | 6               | 11e        |
| 1979   | Samson Shadow Racing Team Interscope Shadow Racing Team | Shadow DN9                        | Ford-Cosworth V8                  | Goodyear | Elio De Angelis Jan Lammers                                                                        | 14                   | 3               | 10e        |
| 1980   | Shadow Cars                                             | Shadow DN11 Shadow DN12           | Ford-Cosworth V8                  | Goodyear | Stefan Johansson David Kennedy Geoff Lees                                                          | 1                    | 0               | Non classé |

| Saison | Écurie            | Châssis    | Moteur        | Pneus    | Pilotes      | Grands Prix disputés |
| ------ | ----------------- | ---------- | ------------- | -------- | ------------ | -------------------- |
| 1973   | Embassy Racing    | Shadow DN1 | Ford-Cosworth | Goodyear | Graham Hill  | 12                   |
| 1976   | Team P.R. Reilly  | Shaodw DN3 | Ford-Cosworth | Goodyear | Mike Wilds   | 1                    |
| 1978   | Interscope Racing | Shaodw DN9 | Ford-Cosworth | Goodyear | Danny Ongais | 2                    |